# Pinnye vasútállomás
Pinnye vasútállomás egy Győr-Moson-Sopron vármegyei vasútállomás, Pinnye településen, a GYSEV üzemeltetésében. A faluközponttól közúton mintegy 2,5 kilométerre északra helyezkedik el, közúti elérését a 85-ös főútból északnak kiágazó 85 312-es számú mellékút biztosítja.

## Vasútvonalak
Az állomást az alábbi vasútvonalak érintik:
- Győr–Sopron-vasútvonal

## Kapcsolódó állomások
A vasútállomáshoz az alábbi állomások vannak a legközelebb:
- Fertőszentmiklós vasútállomás (Győr vasútállomás, Győr–Sopron-vasútvonal)
- Fertőboz vasútállomás (Sopron vasútállomás, Győr–Sopron-vasútvonal)

## Forgalom
| Járat        | Útvonal | Gyakoriság |
| ------------ | --- | ---------- |
| személyvonat | Győr – Ikrény – Rábapatona – Enese – Kóny – Csorna – Farád – Rábatamási – Szárföld – Veszkény – Kapuvár – Vitnyéd-Csermajor – Petőháza – Fertőszentmiklós (– Pinnye – Fertőboz) – Sopron | Napi 8 pár |